# Jean-Gaspard Debureau
Jean-Gaspard Debureau, pseudonimo di Jan Kašpar Dvořák (Kolín, 31 luglio 1796 – Parigi, 17 giugno 1846), è stato un attore teatrale e mimo francese.
Impersonò Pierrot a partire dal 1826 al Théâtre des Funambules di Parigi.

## Biografia
Nato nell'attuale Repubblica Ceca, si trasferì probabilmente tra i sei e i quattordici anni di età in Francia, dopo un lungo peregrinare in Europa a seguito del padre, Philippe Germain Debureau, soldato di fanteria di origine piccarde; sua madre, Katerina Kralova, era invece boema.
Debureau definì il costume che dopo di lui fu tipico di Pierrot: un ampio abito bianco formato da giacca e pantaloni, ornato da bottoni neri, una piccola coppolina nera sul capo e il viso imbiancato. Con Debureau, Pierrot assunse un carattere molto più forte e dinamico, che il mimo trasmetteva attraverso le sue capacità espressive e le sue doti ginniche e interpretative insolite.

## Trasposizioni cinematografiche
Marcel Carné si ispirò all'attore per il personaggio di Baptiste nel film Amanti perduti.